# Девід Філіп Хірш
Девід Філіп Хірш VC (28 грудня 1896 – 23 квітня 1917) — британський армійський офіцер під час Першої світової війни і кавалер Хреста Вікторії, найвищої та найпрестижнішої нагороди за доблесть перед обличчям ворога, якою можуть бути нагороджені сили Великої Британії та Співдружності націй.

## Деталі
Хірш народився 28 грудня 1896 року в сім'ї Гаррі та Едіт Хірш з Вітвуд-Гроув, Лідс.
Йому було 20 років, і він був виконуючим обов'язки капітана 4-го батальйону Йоркширського полку (Олександра, принцеса Уельська), Британської армії під час Першої світової війни. 23 квітня 1917 року поблизу Ванкур, Франція, він здійснив подвиг, за який був нагороджений Хрестом Вікторії. Він загинув у бою того ж дня.

### Цитата
|  | 2-й лейтенант (в.о. капітана) Девід Філіп Хірш, покійний Йоркський полк. За найвидатнішу хоробрість і відданість обов'язку в атаці. Діставшись до першого пункту призначення, капітан Хірш, хоча вже був двічі поранений, повернувся через охоплені вогнем схили, щоб переконатися, що встановлено оборонний фланг. Кулеметний вогонь був настільки інтенсивним, що йому доводилося постійно підніматися і спускатися по лінії, заохочуючи своїх людей копати і утримувати позицію. Він продовжував заохочувати своїх людей, стоячи на парапеті та підтримуючи їх перед кулеметним вогнем і контратакою, поки не був убитий. Його поведінка протягом усього часу була чудовим прикладом найбільшої відданості обов'язку. |

## Медаль
Його Хрест Вікторії виставлений у музеї Грін Ховардс, Річмонд (Північний Йоркшир), Північний Йоркшир, Англія.
Хірш походив з єврейської родини - його батько і дідусі та бабусі були євреями, але батько прийняв іншу віру. Тим не менш, етнічно він був принаймні наполовину євреєм, і я додаю наступний анекдот. Я читав лекцію Друзям Військового музею в Челсі в 2008 році, і дуже літня 96-річна леді сиділа одна спереду. Я завів з нею розмову, запитавши, який її інтерес до моєї лекції, яка була про єврейських командос SIG у Другій світовій війні, і вона сказала, що вона була двоюрідною сестрою Хірша VC і знала його, коли була маленькою дівчинкою, і бачила його в його останній відпустці перед тим, як він був убитий. Вона сказала, що він завжди відвідував сімейні служби та трапези на Песах і ідентифікував себе як єврея. Було б доречно розмістити знак Британського легіону Зірки Давида біля його меморіалу, а не вдавати, що він не мав близьких єврейських зв'язків. Підписано Мартін Шугарман (архівіст і автор AJEX - 8/8/2024). У книзі доктора Гарольда Поллінса з Раскінського коледжу Оксфорда історія родини Хірш детально описана в одному розділі та зберігається в Імперському військовому музеї в Лондоні.